# Kapitán Nemo (román)
Kapitán Nemo je třídílný dobrodružný sci-fi román J. M. Trosky, volně navazující na romány Julese Verna. Poprvé vyšel v roce 1939, poté znovu v roce 1941, 1947-8, 1969-70, 1991 a 2005. Román je psán čtivým jednoduchým stylem, a autor do něj vkládá své svérázné představy o fyzice, geologii a geografii. S dalšími Troskovými romány vytváří obraz svérázného fiktivního světa autorovy současnosti.
Podle románu vznikl také stejnojmenný komiks, Troskův text upravil Svatopluk Hrnčíř a kresby zhotovil Miloš Novák.

## Děj

### Nemova říše
Arnošt Farin a Pavel Holan - dvojice přátel (a hrdinů předchozích Troskových děl) se rozhodne společně s dalšími svými přáteli Julesem Charnim, Charlesem Baudinem a profesorem Rogerem postavit ponorku, kterou chce objevit zbytky bájné Atlantidy. Ponorku začnou z důvodů utajení stavět na malém ostrůvku u Antarktidy. Zde se Farin s jedním z dalších výzkumníků ztratí v bouři a objeví vchod do tajné podzemní říše. Jsou zajati roboty a odvezeni do centra celé říše - k bájnému kapitánu Nemovi. Ten je seznámí s tím, že po dobrodružstvích popsaných ve Vernových románech nalezl obrovské podzemní dutiny a v nich založil své mocné hájemství. Značná část románu je pak věnována popisům této říše.

### Rozkazy z éteru
Kapitán Nemo odhaluje svým návštěvníkům tajemství mořského dna: trosky chrámů a paláců ze zmizelé Atlantidy, dávno vyhynulé tvory i podivuhodné inteligentní bytosti mimozemského původu. Náhle je však ohroženo celé lidstvo, protože je ukraden přístroj s paprsky smrti a jeho vynálezce zavražděn. Dva odvážní přátelé se snaží zločince najít, ale jsou zajati a vysazeni na úpatí sopky Krakatoa, kde mají bídně zahynout.

### Neviditelná armáda
Ve třetím díle trilogie je vylíčena záchrana dvou odvážných přátel, pátrajících po pachatelích krádeže paprsků smrti. Nemo, který je téměř všemocný, protože má nesmírnou armádu robotů, nejprve zničí přístroj tyto paprsky vyrábějící a poté zasáhne proti zločincům, připravujícím válku.